# Нефелоксетичний ефект
Нефелоксетичний ефект (рос. нефелоксетический эффект, англ. nephelauxetic effect) — у неорганічній хімії — збільшення ефективних розмірів орбіталей центрального йона металу в комплексах у порівнянні з їх розмірами в йоні, що є в газовому стані.
Нефелоксетичний ефект не тільки залежить від типу ліганда, але також і від центрального іона металу. Вони також можуть бути розташовані в порядку зростання цього ефекту таким чином:
Mn(II) < Ni(II) ≈ Co(II) < Mo(II) < Re(IV) < Fe(III) < Ir(III) < Co(III) < Mn(IV)